# Charles Clifford (photographe)
Ne pas confondre avec l'homme politique néo-zélandais Charles Clifford (1813-1893).
Pour les articles homonymes, voir Clifford.
Charles Clifford, né vers 1819/1821 dans le Pays de Galles et mort le 1er janvier 1863 à Madrid, est un photographe installé principalement en Espagne. 

## Biographie
Charles Clifford naît, selon la pierre tombale commandée par sa veuve, dans le sud du Pays de Galles le 25 novembre 1819 (bien que les archives espagnoles donnent des dates variables, notamment le 17 juin 1820 et novembre 1820).
Photographe anglais actif en Espagne, beaucoup pensent qu'il est le plus grand photographe du XIXe siècle dans ce pays, bien qu'il soit loin d'être le plus prolifique. Sa production totale connue ne comprend que plusieurs centaines de négatifs, mais il est l'un des rares premiers photographes à avoir une vision artistique cohérente et une technique magistrale. À partir de 1850, il travaille en Espagne, parfois avec sa femme Jane, en utilisant tous les procédés photographiques dont il dispose au cours de sa courte vie. Pendant quelques années, il utilise notamment les procédés du daguerréotype et du calotype, et à partir de 1857, il réalise des tirages à l'albumine à partir de négatifs sur plaque de verre à collodion humide.
Bien que sujet britannique, Clifford est associé au trône d'Espagne, puisqu'il est le photographe de la cour d'Isabelle II pour les événements officiels pendant la majeure partie de ses 12 ans en Espagne.
Il meurt le 1er janvier 1863 à Madrid.

## Galerie

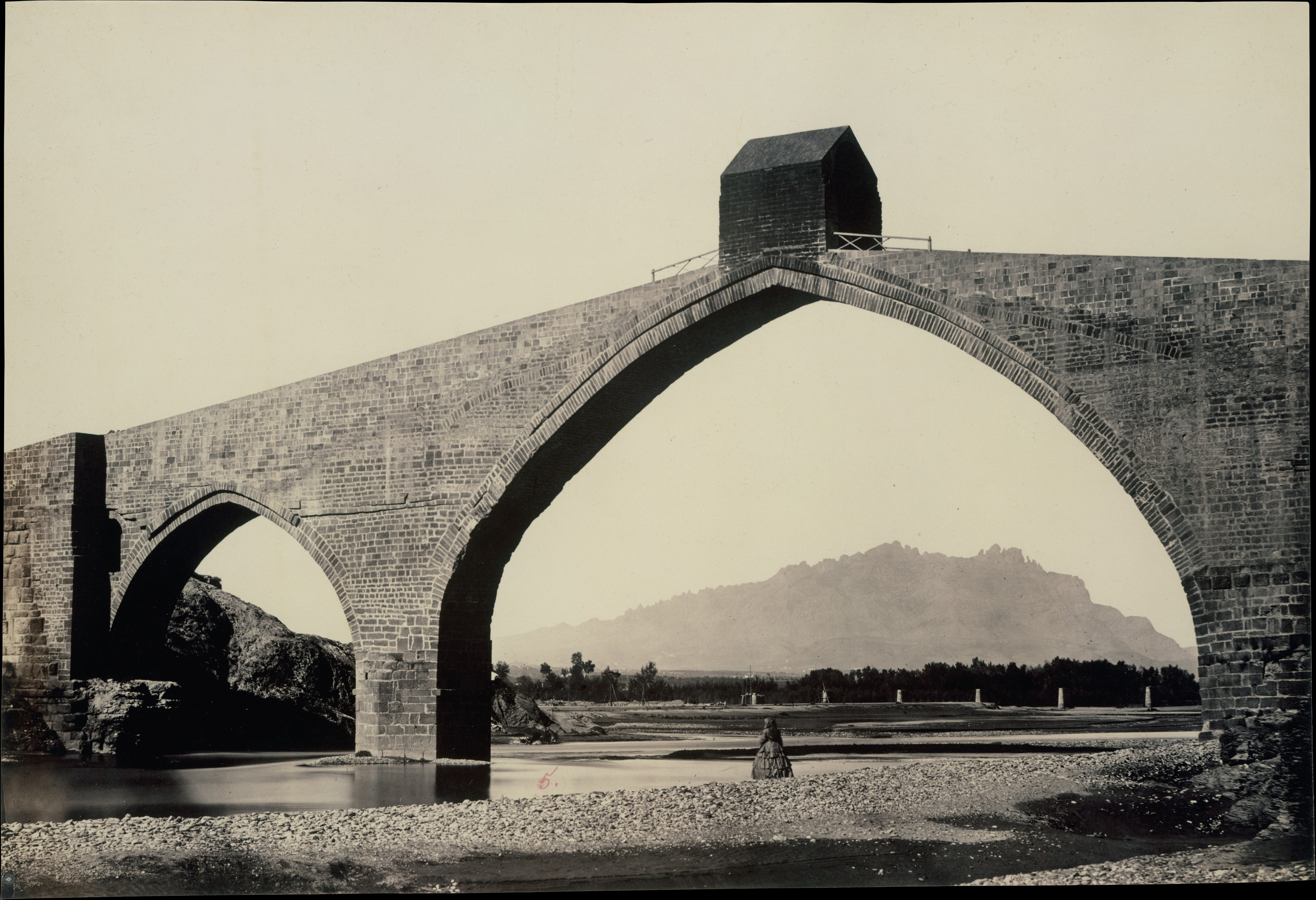
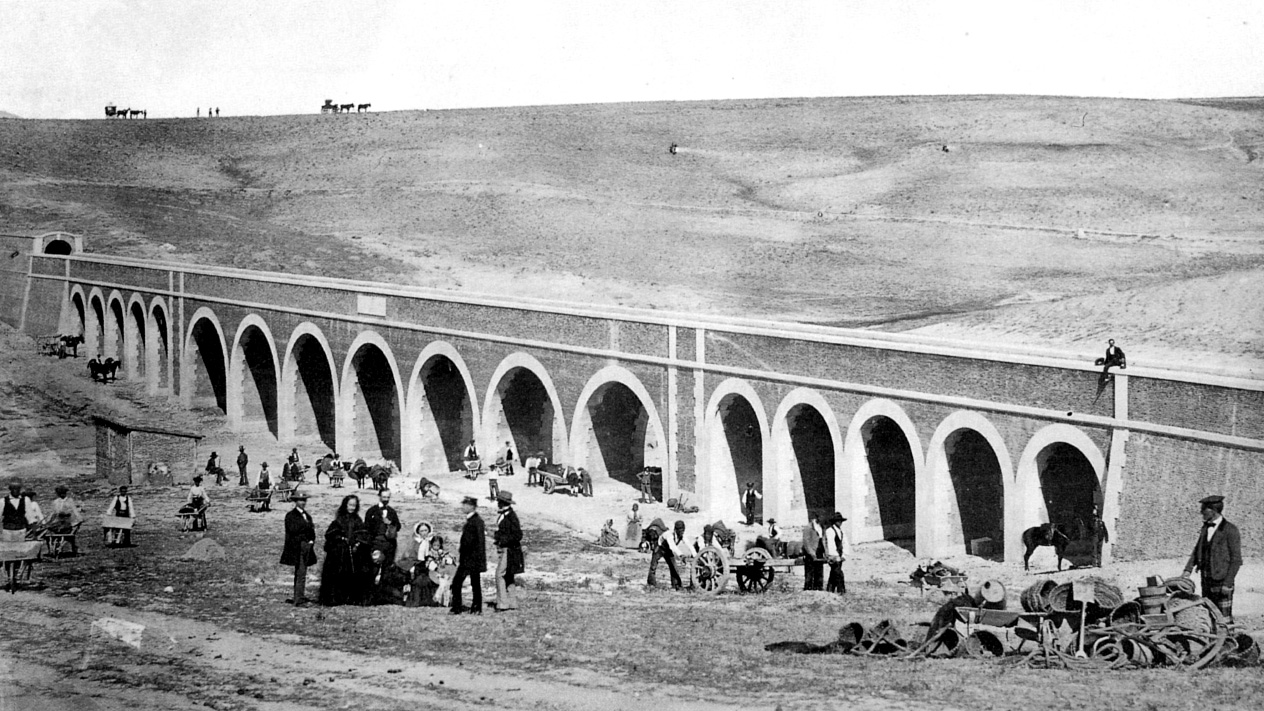
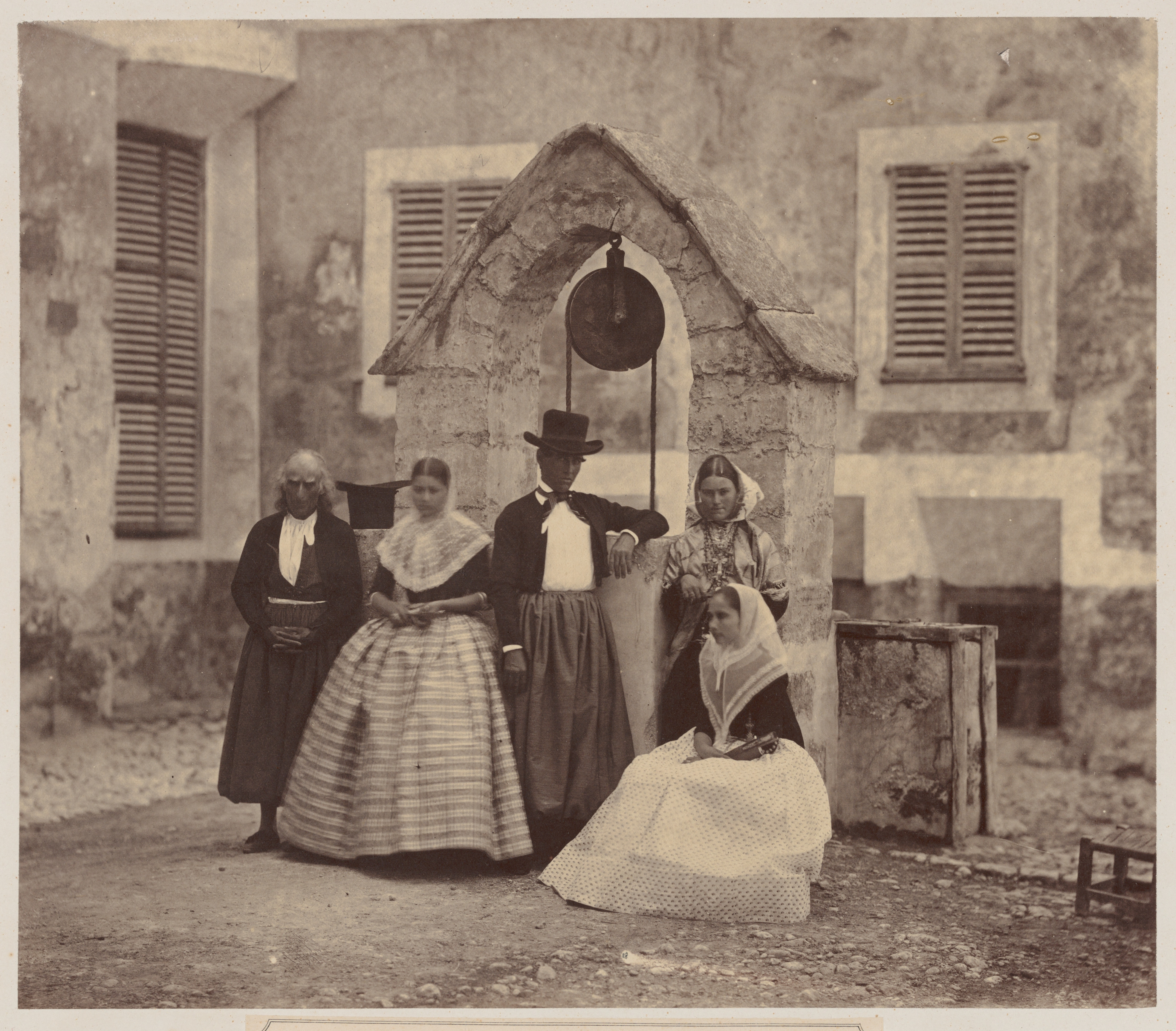
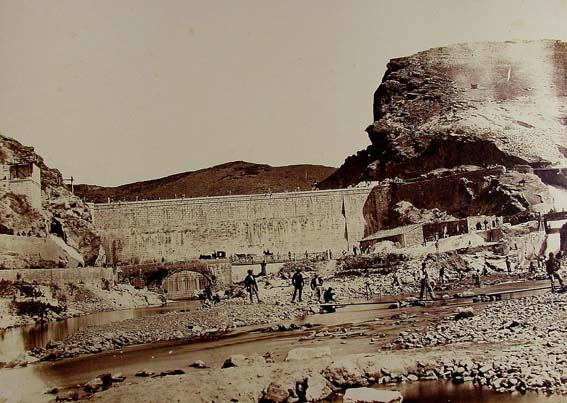